# Julie Kniese
Julie Kniese (auch: Julie Boeß-Kniese, Ehename: Julie Boeß, * 15. April 1880 in Frankfurt am Main; † 15. Februar 1972 in Weimar) war eine deutsche Schriftstellerin.

## Leben
Julie Kniese war die Tochter des Chorleiters und Dirigenten Julius Kniese. Sie besuchte eine Höhere Töchterschule in Bayreuth; später war sie als Religionslehrerin tätig und leitete ein evangelisches Kinderheim im böhmischen Turn. Seit 1915 veröffentlichte sie literarische Werke; daneben war sie Anhängerin der okkulten Lehre des „siderischen Pendelns“ und schrieb Beiträge für das „Zentralblatt für Okkultismus“. Sie war verheiratet mit dem Bildhauer Berthold Boeß und lebte zuletzt in Weimar.
Julie Kniese schrieb Erzählungen für Kinder und Jugendliche sowie Stücke für das Laientheater. Ihre während der Zeit des Nationalsozialismus erschienenen Bücher „Der Wildling vom Kauzenhof“, „Auf den Spuren der Ahnen“ sowie „Achtung! Luftgefahr!“ standen nach 1945 in der Sowjetzone bzw. der frühen DDR auf der „Liste der auszusondernden Literatur“.

## Werke
- „Wir halten durch!“ und andere Vortragsstücke, sowie lebende Bilder für Familienabende, Leipzig 1915
- Der Frühlingstraum des Gefangenen. Teufels Rat, Leipzig 1916
- Heimkehr, Leipzig 1917
- Das Weihnachtslicht. Friede auf Erden, Leipzig 1917
- Die Glocke. Der Glocke Heimkehr, Leipzig 1919
- Mutters Märchenland, Glogau [u. a.] 1919
- Die Orgelbraut, Berlin 1922
- Der Orakelbrunnen, Kempen-Rhein 1923
- Das Roßei, Kempen-Rhein 1923
- Der Schmied von Schneeberg, Leipzig 1924
- Euch ist heute der Heiland geboren, Kempen-Rhein 1925
- Erntesegen. Die Roggenmuhme, Leipzig 1928
- Schwester Berthas Christfest. Zum Geburtstag der Oberin, Leipzig 1929
- Das Taschentuch der Prinzessin, Leipzig 1929
- Generalstreik, Kempen 1932
- Lilly und Lotte, zwei lustige Racker, Stuttgart 1932 (unter dem  Namen Julie Boeß-Kniese)
- Ein halb Dutzend in Freiheit, Stuttgart 1933
- Hans Michele und andere Erzählungen, Stuttgart 1933
- Sepp und Annele, Stuttgart 1933
- Der Wildling vom Kauzenhof, Stuttgart 1934
- Auf den Spuren der Ahnen, Stuttgart 1935
- Gute Freunde, Stuttgart 1935
- Deutsche Heimat, heilige Weihnacht!, Hamburg 1936
- Friedrich der Große und die Konfessionen, Berlin 1936
- Der graue Vogel und andere neue Märchen, Stuttgart 1936
- Und dennoch Licht, Hamburg 1936
- Unser Mädel, Stuttgart 1936
- Mein Märchenbuch, Stuttgart 1937
- Schelmchen und die Rasselbande, Stuttgart 1937
- Wer lesen kann, hat Freude dran, Stuttgart 1937
- Nun will es Weihnacht werden!, Hamburg 1938
- Das verschwundene Heinerle, Stuttgart 1938
- Die lustige Schar von Klasse 7, Stuttgart 1939
- Bock und Beck, der Klassenschreck, Stuttgart 1940[1]
- Achtung! Luftgefahr!, Nürnberg 1943
- Die Ahne erzählt, Stuttgart 1946
- Podelmatz und Singesteert, Kempen-Ndrh. 1947
- Mit Leiermaxe auf Fahrt, Hamburg 1948
- ... und es wird Licht!, München-Solln 1953
- Mutter Brigitta, Berlin 1954
- Lustige Schwester Lo, Stuttgart 1956
- Der Weg zur Krippe, Lahr-Dinglingen (Baden) 1956
- Koli, der Teddybär, Göttingen 1958
- Am Weg, Berlin 1961

## Herausgeberschaft
- Julius Kniese: Der Kampf zweier Welten um das Bayreuther Erbe, Leipzig 1931